# جبل تاكاو

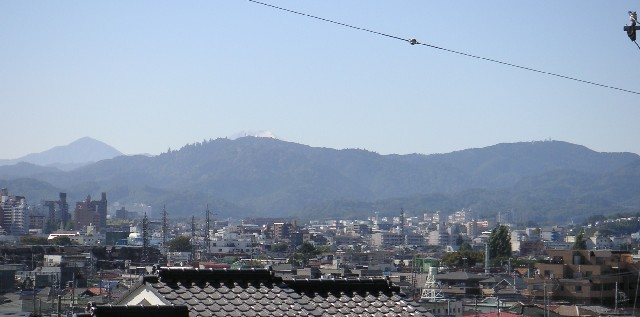
صورة جبل تاكاو.

جبل تاكاو (باليابانية: 高尾山 تاكاوسان) هو جبل يقع في مدينة هاتشيووجي، طوكيو، اليابان. يبلغ ارتفاع الجبل 599 متر، ويستغرق حوالي الساعة بالقطار من مركز العاصمة طوكيو للوصول إليه. يعتبر من أشهر مواقع التسلق المحيطة بطوكيو، ويقدر عدد زواره بحوالي 2.5 مليون زائر في السنة. يرتبط جبل تاكاو بشكل كبير بتينغو أحد الآلهة في الأساطير اليابانية.

## المواصلات
- خط تشوأو الرئيسي، محطة تاكاوسان
- خط تاكاوسان على شركة سكك حديد كيئو، محطة تاكاوسانغوتشي

## معرض صور

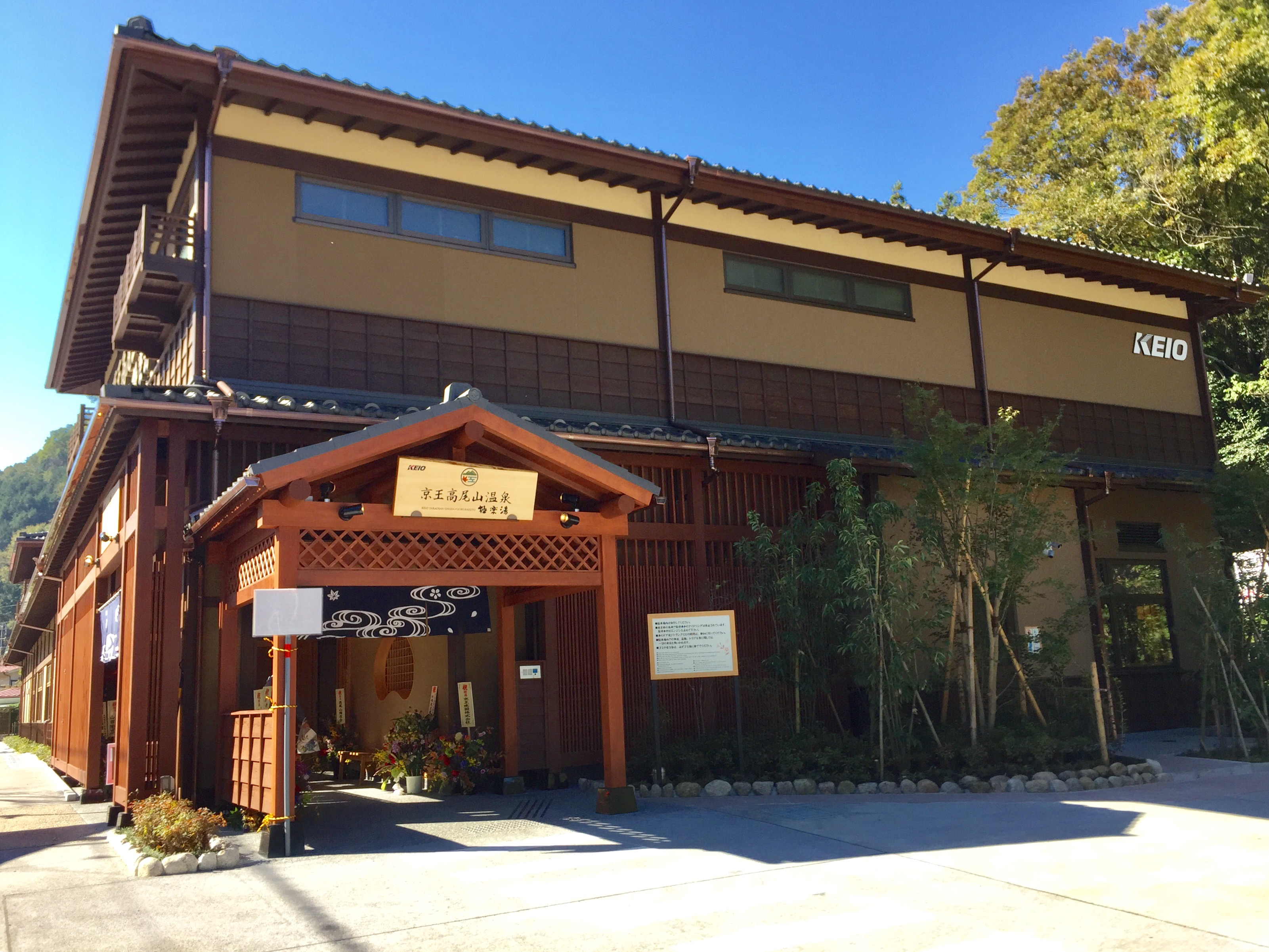
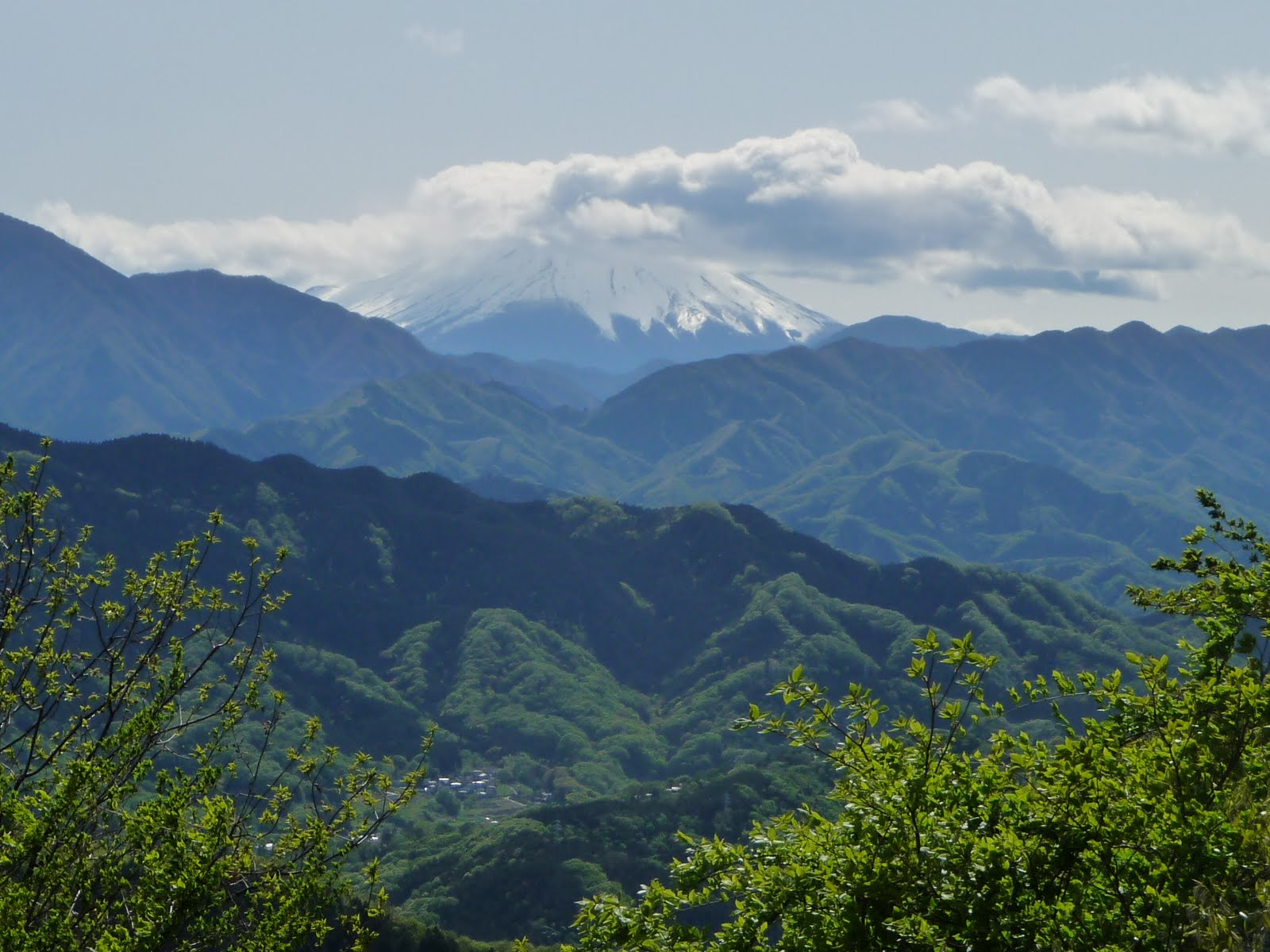
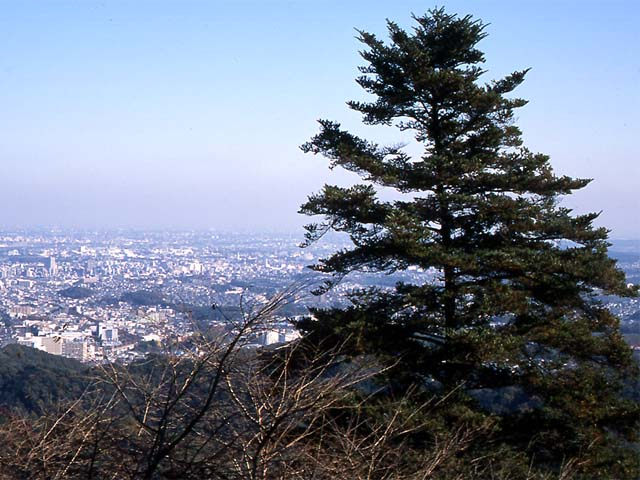
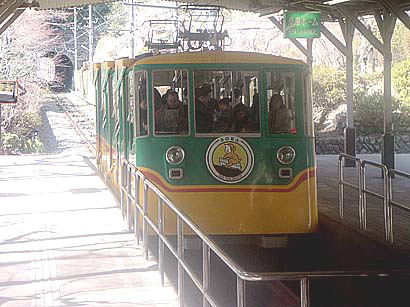
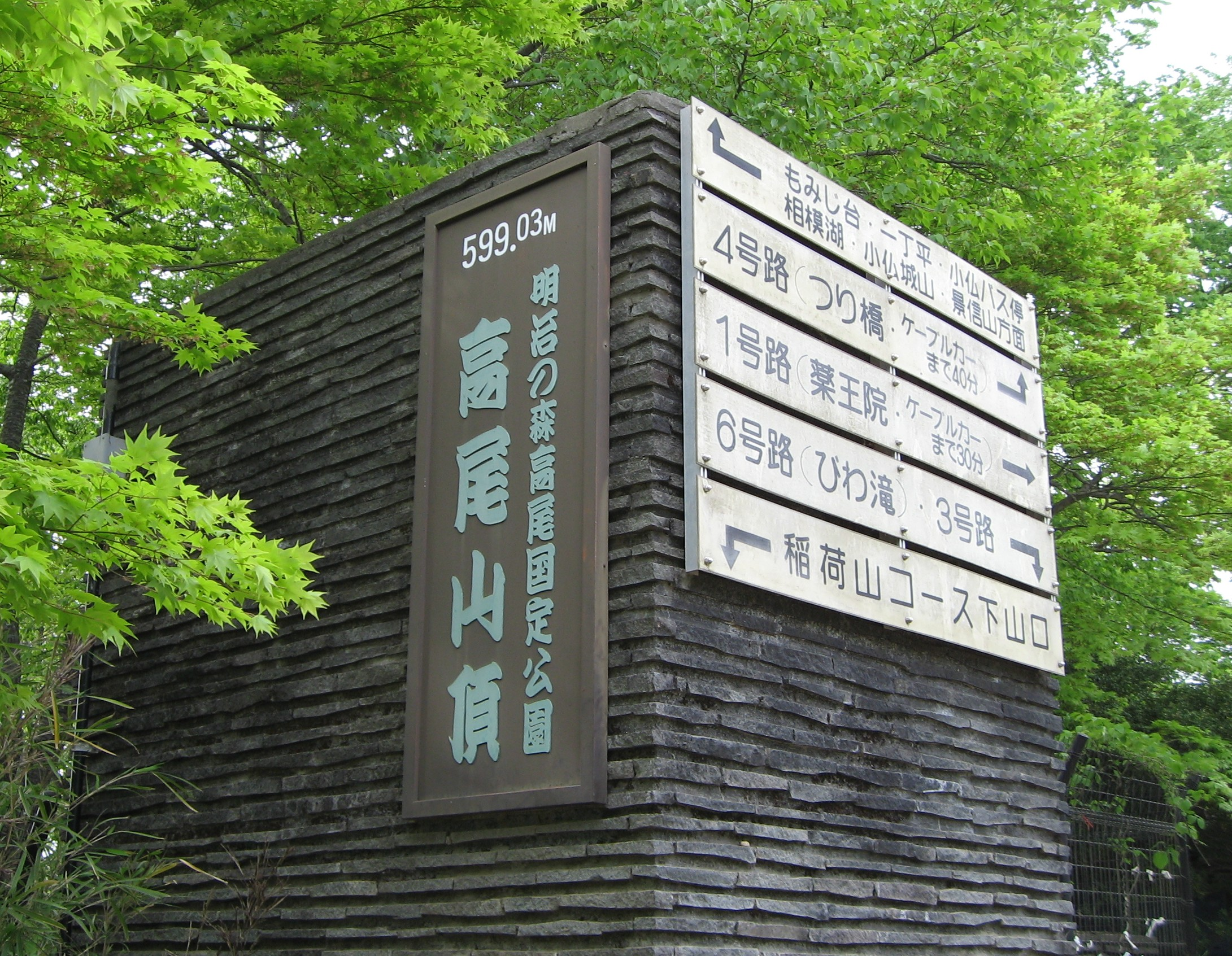
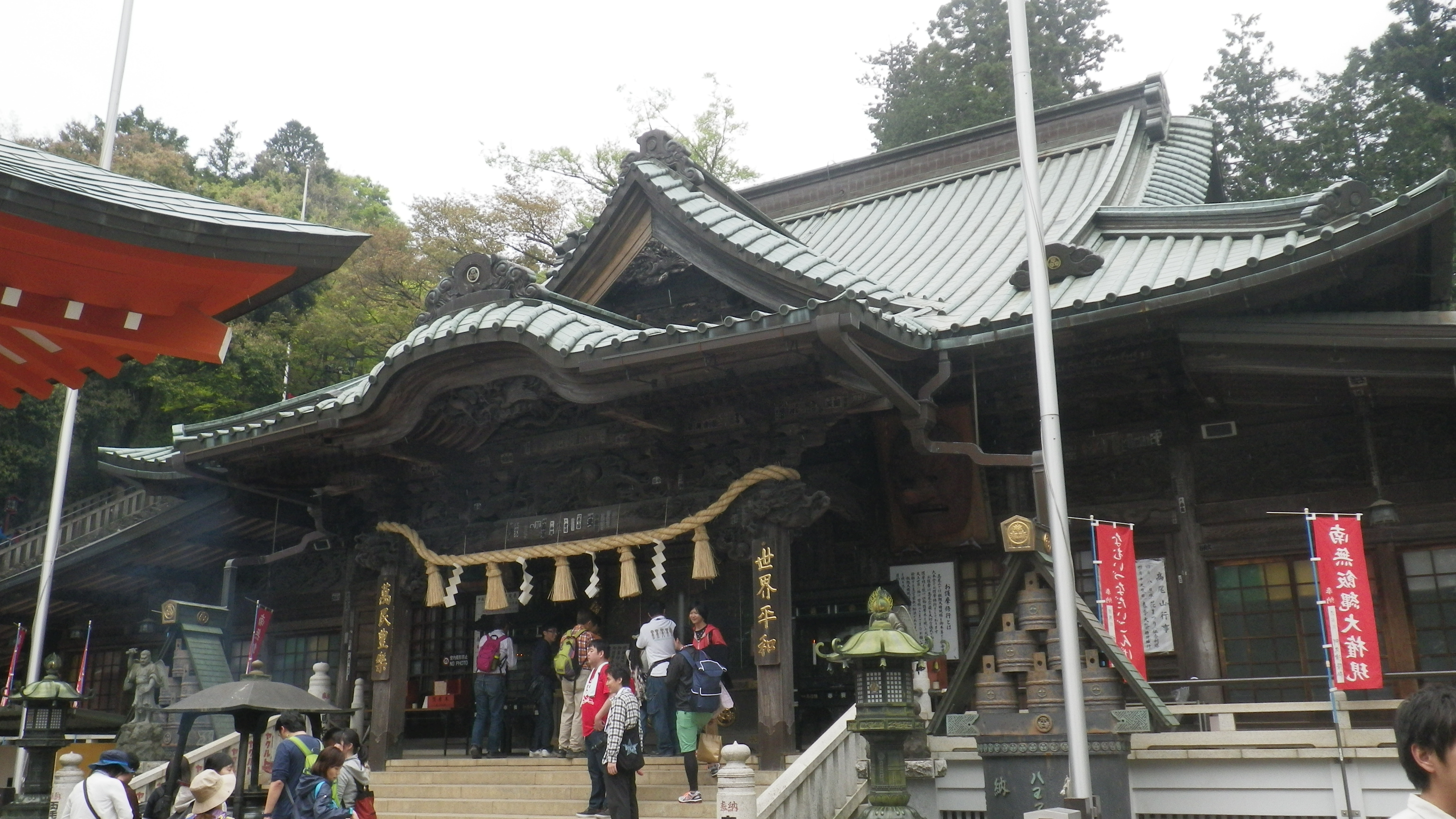

## وصلات خارجية
- الموقع الرسمي لجبل تاكاو